# 徳大寺公信
徳大寺 公信（とくだいじ きんのぶ）は、江戸時代初期から前期の公卿。官位は従一位・左大臣。

## 経歴
慶長17年（1612年）に叙爵。以降清華家当主として速いスピードで昇進し、侍従や左近衛中将を経て、寛永3年（1616年）には従三位となり公卿に列した。その後も権中納言や踏歌節会外弁を経て、寛永16年（1639年）には正二位権大納言となり、寛永17年（1640年）には神宮伝奏となる。明暦元年（1655年）に内大臣に任じられるも翌年に辞す。万治3年（1660年）には右大臣となり、その翌年に従一位を授与された。寛文8年（1668年）には左大臣へと昇進したが、翌年に辞職した。延宝3年（1675年）、70歳の時に出家して朝廷への出仕をやめた。貞享元年（1684年）79歳で薨去した（天和元年（1681年）薨去説もある）。

## 系譜
- 父：徳大寺実久
- 母：月明院 - 右大臣織田信長の娘
- 妻：夏姫 - 長州藩主毛利秀就の養女（岩国領主吉川広正の娘）
  - 長男：徳大寺実維（1636-1682）
  - 次男：今出川公規（1638-1697）